# 기 조르주 빈산
응우옌푹바오응옥(베트남어: Nguyễn Phúc Bảo Ngọc, 프랑스어: Guy Georges Vĩnh san 기 조르주 빈산[*] , 1933년 1월 31일 ~ )은 베트남 응우옌 왕조의 황족이다. 주이떤의 1번째 아들로, 어머니는 페르낭드 앙티이다.